# Brannenburg
Brannenburg – miejscowość i gmina w Niemczech, w kraju związkowym Bawaria, w rejencji Górna Bawaria, w regionie Südostoberbayern, w powiecie Rosenheim. Leży około 15 km na południe od Rosenheimu, nad rzeką Inn, przy autostradzie A93 i linii kolejowej Monachium – Innsbruck.

## Dzielnice
- Brannenburg
- Degerndorf am Inn
- Großbrannenberg

## Demografia
Dane o ludności z 31 grudnia 2008:
| Opis                                | Ogółem | Ogółem | Kobiety | Kobiety | Mężczyźni | Mężczyźni |
| ----------------------------------- | ------ | ------ | ------- | ------- | --------- | --------- |
| Jednostka                           | osób   | %      | osób    | %       | osób      | %         |
| Populacja                           | 5719   | 100    | 2924    | 51,13   | 2795      | 48,87     |
| Wiek przedprodukcyjny (0–17 lat)    | 1013   | 17,71  | 489     | 8,55    | 524       | 9,16      |
| Wiek produkcyjny (18–65 lat)        | 3362   | 58,79  | 1675    | 29,29   | 1687      | 29,5      |
| Wiek poprodukcyjny (powyżej 65 lat) | 1344   | 23,5   | 760     | 13,29   | 584       | 10,21     |

## Polityka
Wójtem gminy jest Mathias Lederer z CSU, wcześniej urząd ten sprawował Peter Gold, rada gminy składa się z 20 osób.
|      | CSU | SPD | FWG | JD | Razem |
| 2008 | 9   | -   | 7   | 4  | 20    |
| 2002 | 11  | 2   | 5   | 2  | 20    |